# 22 листопада
22 листопада — 326-й день року (327-й у високосні роки) у григоріанському календарі. До кінця року залишається 39 днів.

## Свята і пам'ятні дні

### Національні
- Ліван: Національне свято Ліванської Республіки. День Незалежності (1943)
- Вірменія: День банківського працівника.
- Киргизстан: День працівника прокуратури.
- Венесуела: День психолога. (ісп. Día del Psicólogo)

### Релігійні
У Римо-католицькій церкві — обов'язковий спомин св. Цецилії, покровительки церковної музики і взагалі музикантів, співаків, артистів.
Православ'я:
- Післясвято Введення.
- Апостолів від 70-х: Филимона й Архипа і мучениці рівноапостольної Апфії.
- Благовірного Ярополка, у святому хрещенні Петра, князя Володимир-Волинського.
- Мучеників Кикилії (Цецилії), Валеріана, Тивуртія і Максима.
- Мученика Прокопія, читця.
- Мученика Менигна.
- Преподобного Агави Ісмаїльтянина.
- Праведного Михаїла, воїна, болгарина.

## Події
- 1087 — вбитий святий Ярополк Ізяславович.
- 1675 — Оле Ремер представив в Паризьку академію звіт про визначення швидкості світла
- 1708 — РПЦ, з ініціативи Петра I, проголосила анафему гетьману Івану Мазепі, яка, попри  трьохсотлітню давність і неправомірність накладення й досі вважається Московським патріархатом легітимною.
- 1764 — указом Катерини II скасовано гетьманство в Україні
- 1906 — у Російській імперії почалася аграрна реформа Столипіна.
- 1938 — Карпатська Україна отримала автономію у складі Чехословацької республіки.
- 1963 — в Далласі сталося одне з найгучніших вбивств XX століття. Лі Гарві Освальд застрелив президента США Джона Кеннеді (JFK).
- 1975 — в Іспанії відновлено монархію — по смерті диктатора Франсіско Франко влада в країні перейшла до призначеного ним спадкоємця, 37-річного принца Хуана Карлоса Бурбона, котрий цього дня став королем Іспанії.
- 1990 — 65-річна Маргарет Тетчер оголосила про свою відставку з поста прем'єр-міністра країни.
- 2004 — початок Помаранчевої революції.
- 2005 — указом Президента В. Ющенка в Україні 22 листопада проголошено Днем Свободи.
- 2010 — початок безстрокової акції протесту на Майдані Незалежності в Києві проти нового Податкового кодексу, написаного урядом Азарова, які підтримували акціями по всій Україні.

## Народились
Див. також: Категорія:Народились 22 листопада
- 1710 — Вільгельм Фрідеман Бах, німецький органіст і композитор, старший син Йоганна Себастьяна Баха.
- 1801 — Володимир Даль, український та російський мовознавець данського походження, письменник, лексикограф, етнограф. Основна праця: «Толковый словарь велікорусского наречія русского языка»); (томи 1—4, 1863—1866). Літературний псевдонім: Козак Луганський.
- 1819 — Джордж Еліот, англійська письменниця.
- 1869 — Андре Жід, французький письменник, лауреат Нобелівської премії (1947).
- 1890 — Ель Лисицький, радянський художник і архітектор, один із видатних представників авангарду.
- 1890 — Шарль де Голль, французький військовий та політичний діяч, президент Франції (1958—1969).
- 1898 — Родіон Малиновський, радянський воєначальник, учасник Другої Світової війни. Двічі Герой Радянського Союзу.
- 1913 — Бенджамін Бріттен, британський композитор, диригент та піаніст.
- 1965 — Мадс Міккельсен, данський актор театру, кіно й телебачення.
- 1996 — Гейлі Болдвін, американська модель і телезірка.

## Померли
Див. також: Категорія:Померли 22 листопада
- 1550 — Ганс Зебальд Бегам, німецький художник, графік, гравер доби Відродження, учень Альбрехта Дюрера.
- 1873 — Михайло Максимович, український науковець, історик, ректор Київського університету.
- 1896 — Джордж Ферріс, американський інженер. Відомий завдяки створенню оглядового колеса в 1893 році.
- 1901 — Олександр Ковалевський, український та російський біолог і ембріолог.
- 1907 — Асаф Голл, американський астроном, який відкрив супутники Марса.
- 1913 — Токуґава Йосінобу, 15-й сьоґун сьоґунату Едо, останній сьоґун в історії Японії.
- 1916 — Джек Лондон, американський письменник і громадський діяч.
- 1924 — Герман Геєрманс, нідерландський письменник.
- 1963 
  - Олдос Гакслі, англійський письменник, есеїст і критик, відомий своїм антиутопічним романом «Прекрасний новий світ».
  - Джон Фіцджеральд Кеннеді, американський політик. 35-й президент США загинув внаслідок замаху.
  - Клайв Стейплз Льюїс, відомий ірландський та англійський письменник, філософ, літературний критик, спеціаліст із Середньовіччя.
- 1980 — Мей Вест, американська кіноактриса, письменниця і співачка.
- 2007 — Моріс Бежар, бельгійський хореограф.
- 2010 — Хосе Гонсальво Вівес, іспанський скульптор.
- 2022 — Шухевич Юрій-Богдан Романович, український політичний діяч, народний депутат України VIII скликання.